# روزشمار سردار سپه (رضاخان) از کودتای ۱۲۹۹ تا نخست وزیری

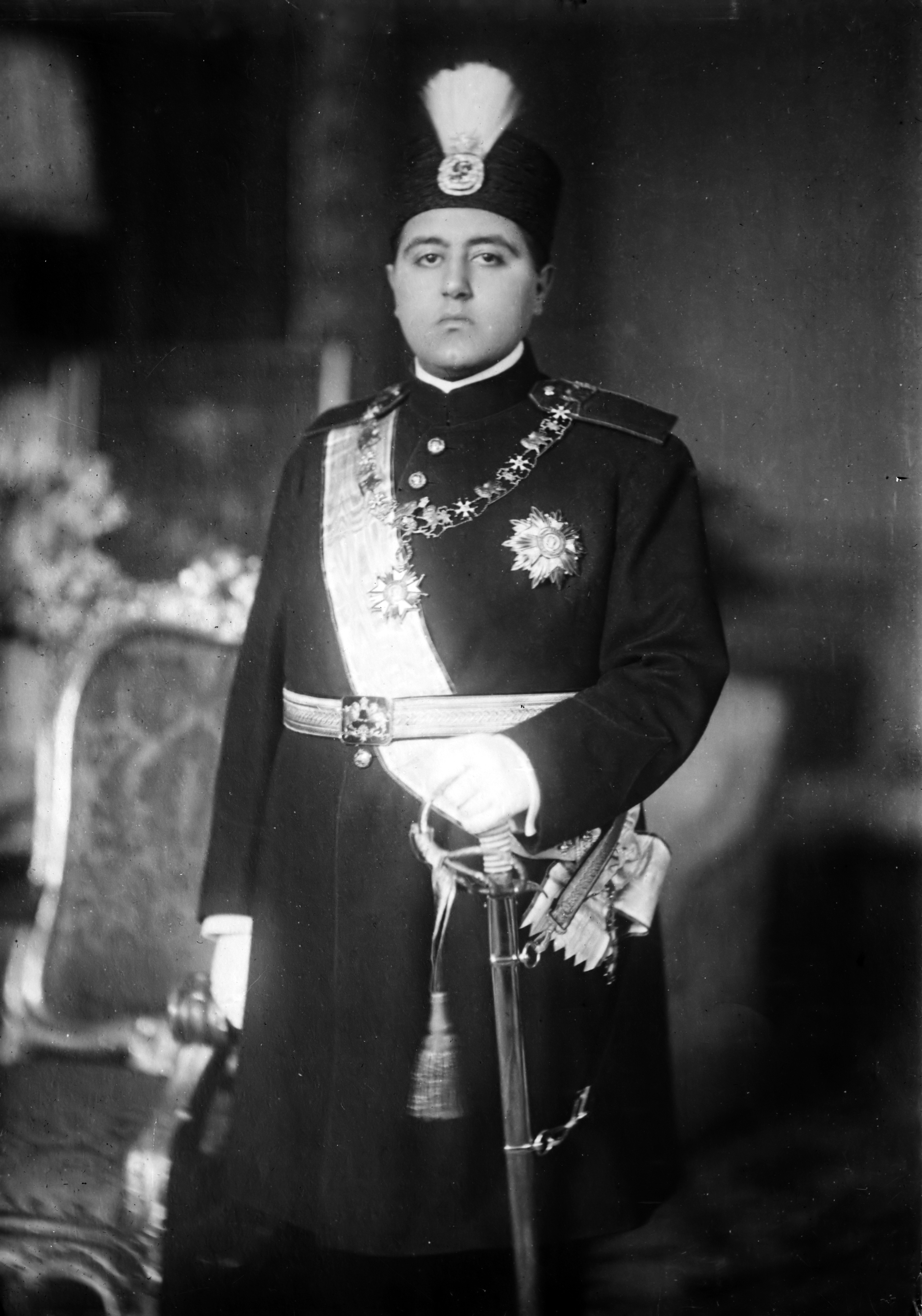
احمدشاه

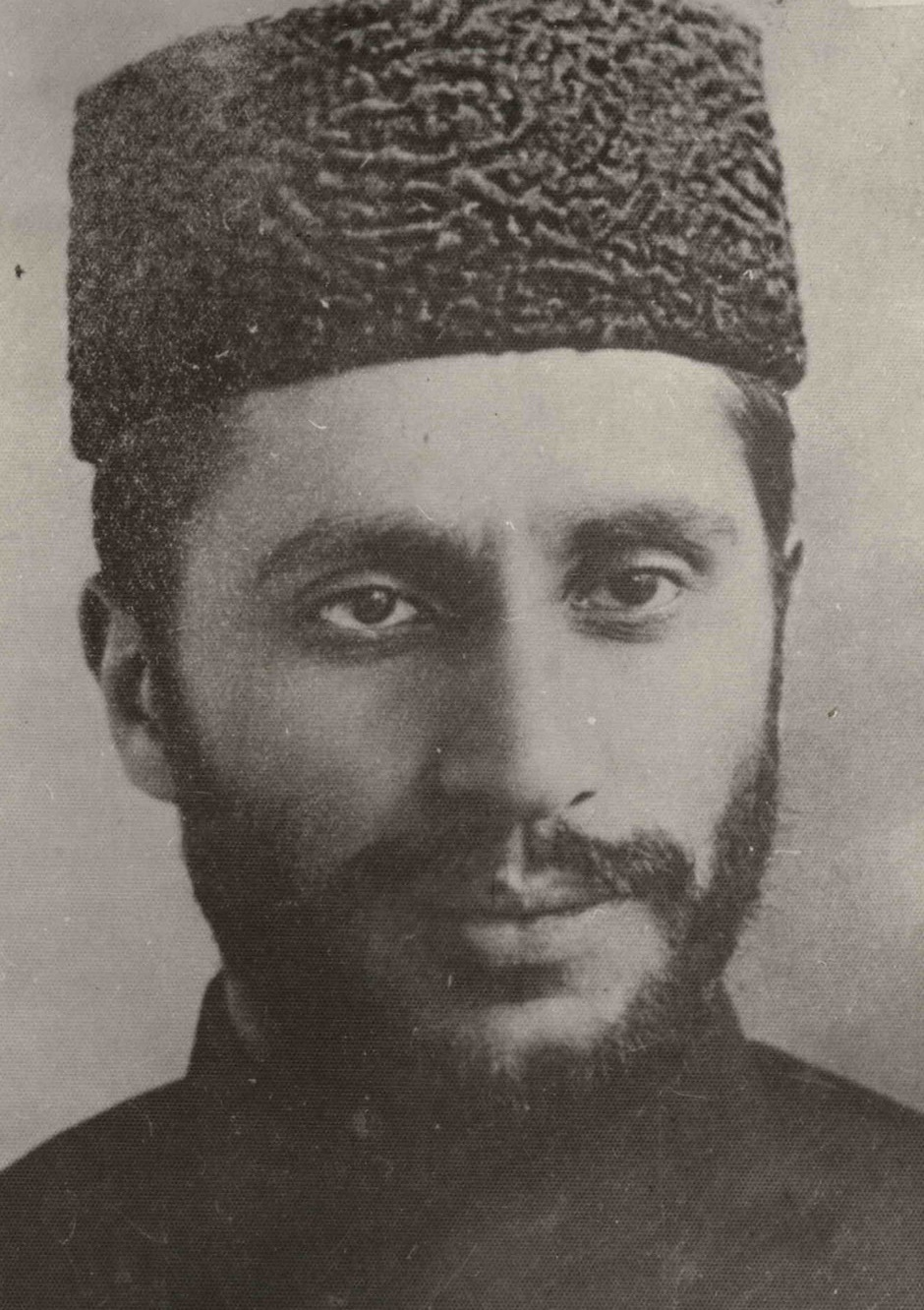
سیدضیاءالدین طباطبائی

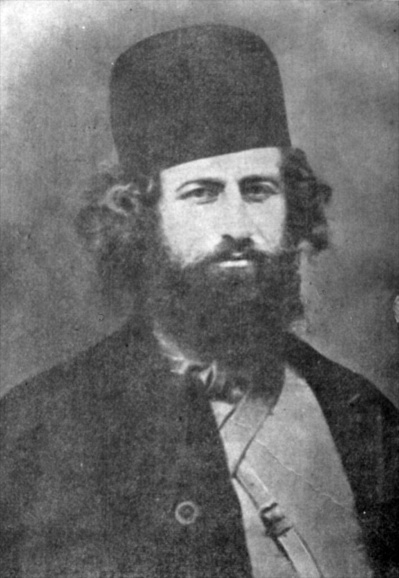
میرزا کوچک خان جنگلی

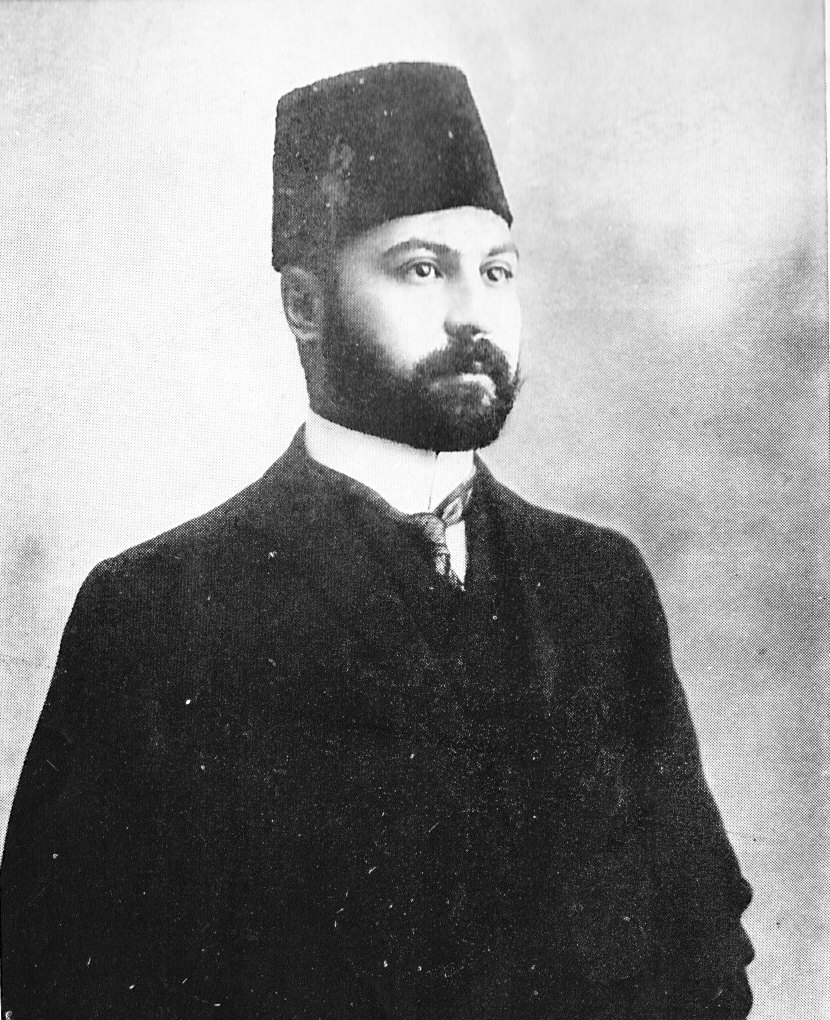
مشیرالدوله (حسن پیرنیا)

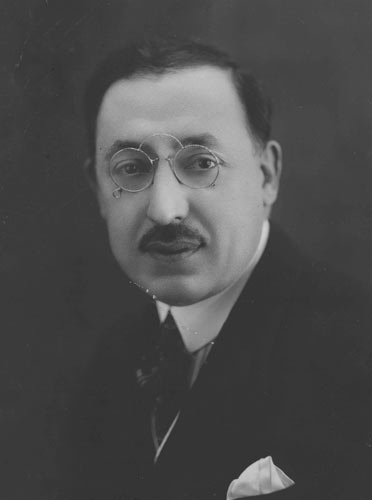
قوام السلطنه (احمد قوام)

## ۱۲۹۹
۲ اسفند
- نیروها و قوای قزاق به فرماندهی میرپنج رضاخان و به جلوداری گردان سوار به فرماندهی احمدآقا سرتیپ (احمد امیراحمدی) در شاه آباد تهران اردو زدند.

۳ اسفند
- صبحگاه قوای قزاق به فرماندهی میرپنج رضاخان فرمانده تیپ همدان وارد تهران شدند. نیروهای قزاق بلافاصله تلگراف‌خانه، وزارت‌خانه‌ها، پست‌خانه و کلانتری‌ها و ادارات کلیدی را به کنترل خود در آوردند.
- از طرف میرپنج رضاخان اعلامیه‌ای در ۹ ماده تحت عنوان حکم می‌کنم به وسیله قوای قزاق به همه جا نصب شد.

۴ اسفند
- احمدشاه، میرپنج رضاخان را به منصب سرداری برگزید و به وی لقب سردار سپه داد.
- فرماندهی دیویزیون قزاق از طرف احمدشاه به میرپنج رضاخان واگذار شد.
- کلیه صاحب‌منصبان قوای قزاق تحت فرماندهی میرپنج رضاخان یک درجه ترفیع یافتند.

۸ اسفند
- از طرف رضاخان سردار سپه اعلامیه‌ای به ولایات مخابره شد.

## ۱۳۰۰
۱ فروردین
- احمدشاه یک شمشیر مرصع به سردارسپه رضاخان هدیه داد.

۲۱ فروردین
- از سوی سردارسپه فرمانده دیویزیون قزاق در بیرون از دروازه دولت و در حضور احمدشاه و کابینه مانور نظامی برگزار شد.

۷ اردیبهشت
- سردار سپه رضاخان از طرف سید ضیاء الدین طباطبایی رئیس‌الوزراء  به وزارت جنگ منصوب شد.

- کلنل محمدتقی خان پسیان حاکم نظامی خراسان به دنبال عزل سیدضیاء الدین طباطبایی طی تلگرافی از رضاخان سردار سپه خواست تا اوضاع را قبضه کند.

- به دستور رئیس‌الوزراء قوام السلطنه و موافقت احمدشاه کلیه رجالی که در دوره رئیس‌الوزرایی سید ضیاء الدین طباطبایی بازداشت شده بودند، آزاد شدند. افراد آزاد شده به همراه قوام السلطنه و سردار سپه در قصر فرح آباد با احمدشاه دیدار کردند.

- قوام السلطنه رئیس‌الوزراء وزیران خود را به احمد شاه معرفی نمود. سردار سپه رضاخان به عنوان  وزیر جنگ معرفی گردید.

۲۳ مهر
- قوای دولتی به فرماندهی سردار سپه رضاخان (وزیر جنگ) وارد رشت شدند. خالو قربان بلافاصله تسلیم شد ولی میرزا کوچک خان حالت تدافعی و عقب نشینی به خود گرفت تا نهایتاً" در گردنه بین خلخال و تالش به دلیل سرمازدگی کشته شد. عده‌ای سر وی را نزد سردار سپه بردند اما رضاخان کار آنها را زشت برشمرد.

۲۵ مهر
- توطئه یک سوء قصد در تهران کشف شد. عده‌ای قصد داشتند قوام السلطنه (رئیس‌الوزراء) و سردار سپه وزیر جنگ را ترور کنند.

۱ آذر
- سردار سپه وزیر جنگ پلیس جنوب را منحل کرد و تعدادی از صاحب‌منصبان آنجا را در قشون پذیرفت. پلیس جنوب توسط انگلیسی‌ها در ایران تأسیس شده بود.

۱۴ دی
- به دستور رضاخان سردار سپه کلیه درجات نظامی رایج در قزاقخانه و ژاندارمری لغو گردید و به جای آن درجه‌های جدید معین و اعلام گردید. درجات قدیم شامل امیرتومان، امیر پنجه، کلنل، ماژور و کاپیتان بودند. درجه‌های جدید  نیز سپهبد، امیرلشگر، سرتیپ، سرهنگ، یاور، سلطان، نایب اول، نایب دوم، نایب سوم، وکیل اول، وکیل راست، وکیل چپ، سرجوخه، تأمین اول و تأمین دوم معرفی شدند.
- با تصویب احمدشاه، سردار سپه وزیر جنگ به ۷ تن از فرمانده‌های قزاقخانه درجه امیرلشکری که بالاترین درجه در قشون بود اعطاء نمود.
- از طرف سردار سپه وزیر جنگ حکم عمومی قشون صادر شد. به موجب این حکم در ایران ۵ لشکر و یک ارکان حرب و یک شورای قشون تشکیل شد. همچنین سردار مقتدر به ریاست شورای قشون و سرتیپ امان الله میرزا به ریاست ارکان حرب تعیین شد.
- سردار سپه وزیر جنگ فرماندهی لشکر مرکز را به عهده گرفت.
- به دستور سردار سپه وزیر جنگ، امیر لشکر احمدآقا خان، امیر لشکر حسین آقا خزاعی، سرتیپ اسمعیل خان و محمود آقا خان آیرم به ترتیب به فرماندهی لشکر غرب (همدان)، لشکر شرق (خراسان)، لشکر آذربایجان و لشکر جنوب منصوب شدند.

۳ بهمن
- پس از این که مشیرالدوله (حسن پیرنیا) در تاریخ ۳۰ دی ۱۳۰۰ اکثریت آراء را در مجلس شورای ملی کسب کرد، امروز وزیران خود را معرفی کرد. در فهرست جدید رضاخان سردار سپه مجدداً" به عنوان وزیر جنگ معرفی گردید.

۵ بهمن
- به فرمان سردار سپه وزیر جنگ، اداره کل غله و نان و اداره کل خالصجات ضمیمه وزارت جنگ گردید و امیر لشکر خدایارخان به ریاست دو اداره منصوب شد. قرار شد درآمد و عوائد این دو اداره بدون اینکه وارد خزانه شود مستقیماً" به وزارت جنگ پرداخت شود.

۲ اسفند
- سردار سپه وزیر جنگ طی اعلامیه‌ای در سالروز کودتای ۳ اسفند ۱۲۹۹ خود را مسبب کودتا معرفی کرد و افزود از اقدام خود در پیشگاه عموم شرمنده نیستم.

۸ اسفند
- حقوق جدید صاحب منصبان  طی حکمی از طرف سردار سپه وزیر جنگ اعلام شد. این حقوق تا سال ۱۳۲۰ خورشیدی به همین میزان ثابت ماند. حقوق جدید از ۶۰۰ تومان برای برای درجه "سپهبدی" تا ۳/۵ تومان برای درجه نظامی "تأمین دوم" متغیر بود.

۱۷ اسفند
- حکومت نظامی اعلامیه‌ای علیه مطبوعات انتشار داد و اعلام کرد اگر مقالاتی بر خلاف حکومت نوشته شود نویسنده و ناشر آن به اشد مجازات گرفتار خواهند شد.

۲۹ اسفند
- سردار سپه وزیر جنگ عده‌ای از روحانیون را به خانه دعوت کرد و اعلام کرد قصد استعفاء دارد.

۳۰ اسفند
- رتشتین نماینده سیاسی دولت شوروی در ایران با سردار سپه ملاقات کرد و خواستار لغو حکومت نظامی شد.

## ۱۳۰۱

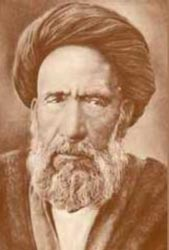
سید حسن مدرس

محمد حسن میرزا، ولیعهد احمدشاه

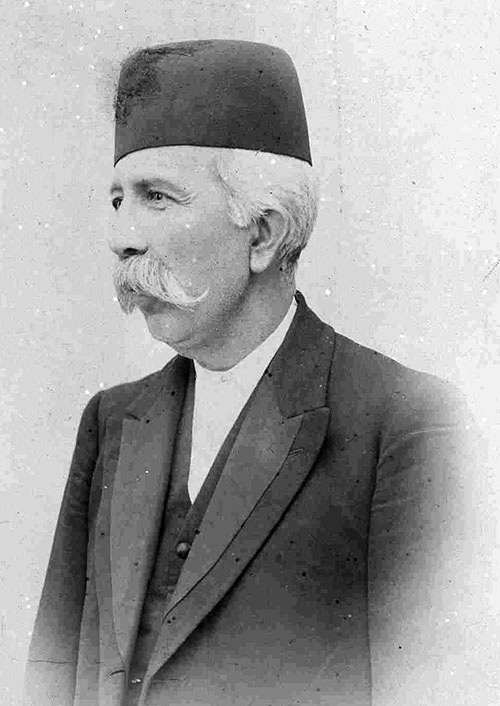
مستوفی الممالک (حسن مستوفی)

- پس از رای اعتماد و نمایل مجلس شورای ملی به قوام السلطنه (احمد قوام) به عنوان رئیس‌الوزراء، امروز قوام السلطنه وزرای خود را اعلام کرد. در فهرست جدید رضاخان سردار سپه مجدداً" به عنوان وزیر جنگ معرفی گردید.

۲۰ مرداد
- پایان جنگ شکریازی به پیروزی قوای حکومت مرکزی. پس از این دستاورد سرتیپ امان‌الله میرزا (امان‌الله جهانبانی) و  سرتیپ فضل الله‌خان بصیر دیوان (فضل‌الله زاهدی) از طرف سردار سپه وزیر جنگ نشان ذوالفقار گرفتند. پس از فتح قلعه چهریق، سردار سپه وزیر جنگ بیانیه‌ای صادر کرد.

۲۳ مرداد
- در مجلس شورای ملی مؤتمن الملک (حسین پیرنیا) رئیس مجلس و برخی از نمایندگان از پیروزی در نبرد شکریازی اظهار رضایت کردند و سردار سپه وزیر جنگ را مورد تجلیل قرار دادند.

۲۴ مرداد
- احمدشاه طی تلگرافی از پاریس پیروزی قشون ایران در نبرد شکریازی را به سردار سپه تبریک گفت.

۱۲ مهر
- معتمد التجار نماینده تبریز در مجلس شورای ملی سخنرانی انتقادآمیزی از سردار سپه وزیر جنگ ایراد کرد. وی رضاخان را به زیر پا گذاردن قانون و قلدری متهم کرد. سید حسن مدرس نیز در تائید معتمدالتجار و با اشاره به برخی از اعمال نظامیان گفت ما به قدر کافی قدرت داریم که شاه را جا به جا کنیم و طبعاً" سردار سپه را نیز می‌توانیم عزل نماییم.

۱۳ مهر
- مطبوعات با بازتاب سخنان مدرس و معتمدالتجار از نظامیان و سردار سپه انتقاد کردند.

۱۵ مهر
- رضاخان سردار سپه وزیر جنگ در جمع نظامیان سخنرانی کرد و اقدامات قشون قزاق را در راستای ایجاد آرامش و امنیت برشمرد و گفت چون نشریات و مجلس برای اقدامات او ارزشی قائل نیستند از وزارت جنگ کناره‌گیری می‌کند.
- سردار سپه وزیر جنگ استعفاء داد.

۱۵ و ۱۶ مهر
- نظامیان در تهران و برخی شهرها به طرفداری از سردار سپه و علیه معتمدالتجار و مجلس شورای ملی تظاهرات کردند. نظامیان در تهران در مقابل مجلس شورای ملی آن نهاد را تهدید کردند.

۱۶ مهر
- سردار سپه، قوام السلطنه (احمد قوام) و محمدحسن میرزا (ولیعهد) در کاخ گلستان مذاکره کردند.

۱۷ مهر
- سردار سپه وزیر جنگ به کار خود بازگشت.

۲۴ مهر
- سردار سپه وزیر جنگ در مجلس شورای ملی سخنرانی کرد. وی گفت از این پس حکومت نظامی ملغی خواهد شد و اداره مالیات غیرمستقیم و خالصجات نیز از وزرات جنگ جدا خواهد گردید.

۱۰ آبان
- به دستور سردار سپه وزیر جنگ اعضاء کمیسیون نشان ذوالفقار تعیین شدند.

۲۵ بهمن
- پس از این که مستوفی الممالک (حسن مستوفی) در تاریخ ۷ بهمن ۱۳۰۱ اکثریت آراء را در مجلس شورای ملی کسب کرد، امروز وزیران خود را معرفی کرد. در فهرست جدید رضاخان سردار سپه مجدداً" به عنوان وزیر جنگ معرفی گردید.